# Pontal da Barra

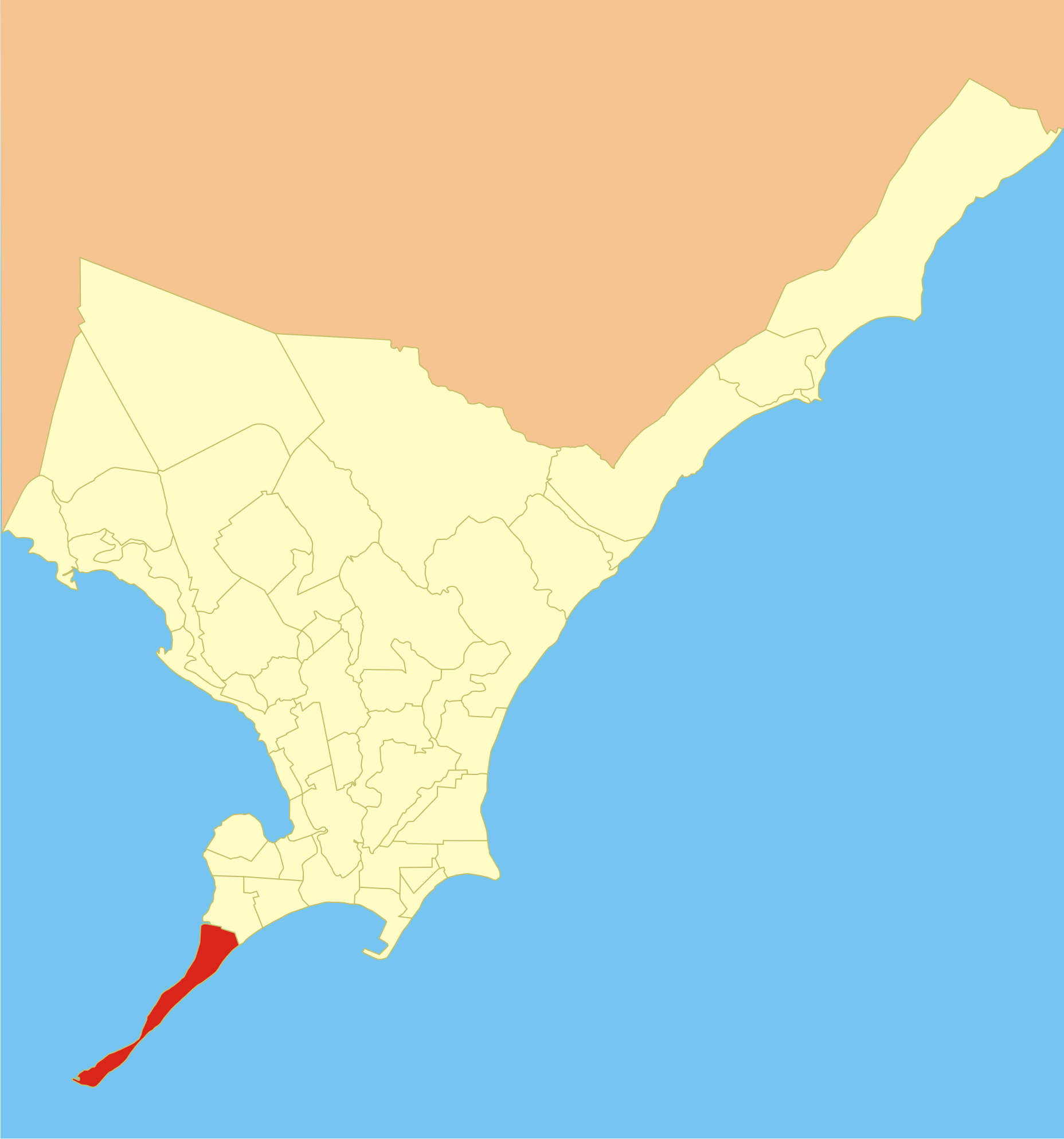
Localização do bairro Pontal da Barra em Maceió.

Pontal da Barra é um bairro histórico e tombado de Maceió.O bairro fica na região sul da cidade na divisa com o município de Marechal.
Considerado um dos bairros mais tranquilos de Maceió,tem como grande característica suas ruas estreitas com imensa quantidade de artesanato na frente das residências do próprios moradores.
O bairro fica entre as águas,de um lado a linda lagoa Mundaú que serve tanto como lazer e também como fonte de renda para muitos moradores (pesca,passeios de barco),do outro lado fica a praia do Pontal, ótima para banho e para a prática de surf.
Pontal da Barra é abençoado por sua beleza natural,pelo povo acolhedor onde todo mundo conhece todo mundo,por seus restaurantes a base de frutos do mar e passeios de catamarã na lagoa Mundaú.
Pontal da Barra é um dos poucos bairr￼os no mundo que tem uma ilha(Ilha Carlito) com piscinas,redes, restaurante no meio da lagoa para receber visitantes de todos os lugares.
Gostou? Então sejam bem vindos. 

## Praia
A praia tem pouco movimento no meio de semana,vc encontra facilmente algumas famílias usufruindo do pouco movimento de banhistas e alguns surfistas aproveitando as belas ondas,um pouco mais ao sul fica o encontro do mar com a Lagoa Mundaú. A pesca é um dos esportes prediletos por visitantes que vem para o bairro em busca de paz e tranquilidade.
A praia do Pontal da Barra fica ficar um pouco perigosa na maré alta,ela não tem aquele "muro" de corais que normalmente tira a força das ondas, então pedi sempre um pouco de atenção principalmente dos visitantes. [carece de fontes?]